# Psednos microps
Psednos microps är en fiskart som beskrevs av Chernova 2001. Psednos microps ingår i släktet Psednos och familjen Liparidae. Inga underarter finns listade i Catalogue of Life.